# Slate (Programmiersprache)
Slate ist eine prototypische, objektorientierte Programmiersprache. Von den meisten anderen derartigen Sprachen unterscheidet sich Slate darin, dass zusätzlich CLOS-artige Multimethoden unterstützt werden. Die Syntax von Slate lehnt sich stark an Smalltalk an. Das Objektsystem ähnelt dem von Self.
Wie Squeak oder Self, soll auch die Slate-Distribution zukünftig eine visuelle Programmierumgebung enthalten. Sie vereinigt Ideen des Morphic-GUI Frameworks und des Common Lisp Interface Managers.
Slate wurde von den Squeak- und LISP-Entwicklern Brian Rice and Lee Salzman entwickelt.